# Коваль Олександр Матвійович
Олександр Матвійович Коваль (нар. 1917, село Кодня, тепер Житомирського району Житомирської області — ?, село Кодня Житомирського району Житомирської області) — український радянський діяч, бригадир тракторної бригади колгоспу «Україна» Житомирського району Житомирської області. Герой Соціалістичної Праці (31.12.1965). Депутат Верховної Ради СРСР 7—8-го скликань.

## Біографія
Народився в селянській родині. Освіта неповна середня.
З 1931 року — колгоспник, тракторист машинно-тракторної станції Житомирської області. До 1938 року — шофер автоколони «Сільгосптранс» Житомирської області.
У 1938—1946 роках — служба в Червоній армії. У травні — серпні 1939 року перебував у складі 41-ї автоброньової бригади РСЧА на території Монгольської Народної Республіки, брав участь у бойових діях проти японських військ біля річки Халхин-Гол.  Учасник німецько-радянської війни з 1941 року, служив у 40-й танковій бригаді. У 1942 році закінчив курси 45-ї танкової бригади. З вересня 1942 року — командир паркового взводу 171-ї окремої автосанітарної роти 197-го управління польового евакуаційного пункту 46-ї армії 3-го Українського фронту.
Член ВКП(б) з 1944 року.
У 1946—1958 роках — заступник голови колгоспу, шофер, бригадир рільничої бригади, голова колгоспу імені Чапаєва села Кодні Житомирського району Житомирської області
З 1958 року — бригадир тракторної бригади колгоспу «Україна» села Кодні Житомирського району Житомирської області.
Потім — на пенсії в селі Кодня Житомирського району Житомирської області.

## Звання
- старшина медичної служби

## Нагороди
- Герой Соціалістичної Праці (31.12.1965)
- орден Леніна (31.12.1965)
- орден Вітчизняної війни ІІ ст. (1985)
- медаль «За бойові заслуги» (29.07.1945)
- медалі